# Porto Amboim
Porto Amboim – miasto i port w zachodniej Angoli, nad Oceanem Atlantyckim. Ośrodek administracyjny hrabstwa o tej samej nazwie, w prowincji Kwanza Południowa. Główny ośrodek produkcji kawy i rybołówstwa w Angoli.
Według spisu z 2014 roku hrabstwo obejmuje 125 969 mieszkańców, na powierzchni 3564 km² (35,3 mieszk./km²).